# 印威內斯站
印威內斯站（英語：Inverness railway station）是位於英國蘇格蘭城市印威內斯的一座火車站。車站開業於1855年11月5日。1966年至1968年期間，印威內斯車站修建了新的車站大樓。印威內斯車站由英國國家鐵路所有，但這裡的大多數列車都由第一蘇格蘭鐵路運行，但也有一班由東海岸公司運營的開往倫敦的列車。